# Last Tango in Halifax
Last Tango in Halifax é uma série de televisão britânica escrita por Sally Wainwright e estrelada por Derek Jacobi e Anne Reid. Outros personagens são interpretados por Sarah Lancashire, Nicola Walker, Nina Sosanya, Tony Gardner, Ronni Ancona, Dean Andrews, Sacha Dhawan e Josh Bolt.
A série foi amplamente elogiada, o The Daily Telegraph a resumiu como "um triunfo contra o preconceito da TV". Antes da estréia nos Estados Unidos, um crítico do Los Angeles Times descreveu-o como "o melhor programa do outono". Last Tango in Halifax acumulou quatro indicações ao British Academy Television Awards 2013 e ganhou o BAFTA de melhor série dramática. Nos EUA, a rede de televisão PBS começou a transmitir a primeira temporada da série em setembro de 2013.
Uma segunda temporada foi encomendada, e as filmagens começaram no verão de 2013. Foi transmitido pela BBC One de 19 de novembro de 2013 a 24 de dezembro de 2013. A terceira temporada foi confirmada antes do episódio final da segunda, exibido entre 28 de dezembro de 2014 e 1 de fevereiro de 2015. Imediatamente após o final da terceira temporada, a BBC anunciou que uma quarta já havia sido confirmada. A quarta temporada de Last Tango in Halifax consiste em apenas dois episódios, descritos como especiais de Natal. Eles foram transmitidos em 19 e 20 de dezembro de 2016.

## Enredo
Last Tango in Halifax trata do amor eterno no mundo de hoje. Alan e Celia foram namorados durante a infância, ambos são hoje viúvos e estão com 70 anos de vida. Graças a internet se reencontram depois de quase 60 anos e voltam a se apaixonar.

## Elenco
- Anne Reid	...	 Celia
- Derek Jacobi	...	 Alan
- Sarah Lancashire	...	 Caroline
- Nicola Walker	...	 Gillian
- Tony Gardner	...	 John
- Josh Bolt	...	 Raff
- Louis Greatorex	...	 Lawrence
- Dean Andrews	...	 Robbie
- Nina Sosanya ... Kate